# I. e. 370-es évek
Évszázadok: i. e. 5. század – i. e. 4. század – i. e. 3. század
Évtizedek: i. e. 420-as évek – i. e. 410-es évek – i. e. 400-as évek – i. e. 390-es évek – i. e. 380-as évek – i. e. 370-es évek – i. e. 360-as évek – i. e. 350-es évek – i. e. 340-es évek – i. e. 330-as évek – i. e. 320-as évek
Évek: i. e. 379 – i. e. 378 – i. e. 377 – i. e. 376 – i. e. 375 – i. e. 374 – i. e. 373 – i. e. 372 – i. e. 371 – i. e. 370